# Кульмское право
Ку́льмское пра́во, кульмское (хелмское, хелминское) городское право  (нем. Kulmer Recht, лат. Jus Culmense vetus) — совокупность правовых норм и представлений, распространенных в Пруссии в XIII—XV веках. 
Изначально — публично-правовой акт, установивший правовые нормы взаимоотношений между горожанами и администрацией Тевтонского ордена.
Названо по городу Кульм (нем. Kulm; Culm) в государстве Тевтонского ордена, ныне — Хелмно (пол. Chełmno) в Польше.
Основано на Кульмской грамоте и последующих привилегиях Тевтонского ордена колонистам; включило в себя часть норм магдебургского права (судебная система), фламандского права (наследственное право). В дальнейшем развито под влиянием правоприменительной практики Кульмского верховного суда.
По сути, право являлось дарованной орденом привилегией, позволявшей городу избегать поборов феодалов. По данному праву города отстаивали свою юридическую, экономическую, общественно-политическую и имущественную независимость. 

## История формирования и развития
К XIII веку в Германии существовал механизм восприятия городских прав и развиты их нормы. Это способствовало созданию Тевтонским орденом правовой базы новых поселений в ходе завоевания Пруссии.
Первый вариант Кульмского городского права (28 декабря 1233 года) был обнародован в Торне (нынешний польский город Торунь) от имени магистра Тевтонского ордена Германа фон Зальца. Затем этот документ хранился в городской ратуше Кульма, но сгорел в 1244 году во время прусского восстания. Привилегии были возобновлены 1 октября 1251 года с небольшими отличиями.
Нормы взаимоотношений между горожанами и орденской администрацией условно делятся на четыре основные группы.
Первая группа правовых норм определяет права и обязанности горожан. В них определяются границы земель городов, предоставляемых горожанам в совместное пользование для хозяйственной деятельности, места рыбного промысла. Горожанин не имел частной собственности на землю, платил ренту, но мог передавать право на землю по наследству. Права на часть земли могли продаваться. Для покупателя права на ренту земли устанавливалась (в случае необходимости) воинская повинность (это одна из отличительных черт кульмского права — если горожанин не мог нести службу или намеревался уехать из города, он должен был возместить ущерб и мог потерять часть имущества). Таким путём формировалось сословие бюргеров и, в то же время, проявлялись элементы феодальной зависимости.
Вторая группа правовых норм определяла систему судопроизводства и разграничивала юрисдикцию городской общины и Тевтонского ордена. Жители города ежегодно избирали судей. Городской суд получал в своё распоряжение часть штрафных сборов (в первую очередь, за небольшие правонарушения). По сравнению с магдебургским судебным правом (нормы которого использовались при отправлении правосудия) штрафные санкции были вдвое меньше.
Высшей апелляционной инстанцией для всех городов являлся совет города Кульма.
Наказания за наиболее тяжкие преступления согласовывались с орденскими властями.
Третью группу правовых норм составляли нормы, определявшие права Тевтонского ордена, который провозглашался властелином всей Пруссии, её территории и природных богатств (особое внимание обращалось на закрепление за орденом права охоты на бобров и запрет ловли пресноводной рыбы неводом).
Орден оставлял за собой право переправы людей через Вислу со взиманием пошлины.
Права Ордена были столь детально прописаны, что в них даже упоминалось, что Орден должен получать правую лопатку от добытой горожанами дичи.
Орден не мог покупать в городах дома, при получении недвижимости по завещанию был обязан использовать её так же, как использовал предыдущий хозяин.
Четвёртая группа правовых норм имела общий характер, устанавливая унифицированную систему мер, денег, освобождала орденские земли от пошлин.
Кульмское право применялось до XVI века, однако городское право не потеряло статус с образованием на землях Тевтонского ордена герцогства Пруссия.
Польский король Казимир IV установил обязательным применение в Польше кульмского права, но шляхта была недовольна этим решением, считая, что ущемляются её права, и в 1598 году было издано решение, которым за шляхтой обеспечивались её привилегии.
Окончательно кульмское право в Пруссии было упразднено в 1620 году, а в Польше — с её разделом.

## Основные города, воспринявшие кульмское право
(Приведены современные названия городов)

### В Пруссии
- Хелмно — 1233
- Квидзын — 1233
- Торунь — 1233
- Калининград — 1286
- Грудзёндз — 1291
- Илава — 1305
- Бродница — 1317
- Любава — 1326
- Моронг — 1327
- Решель — 1337
- Тухоля — 1346 (повторная рецепция, первая — в XIII веке)
- Гданьск — 1343 (с 1224 — любекское право, с 1295 — магдебургское право, упразднённое великим магистром Тевтонского ордена)
- Дзялдово — 1344
- Бытув — 1346
- Ольштын — 1353
- Кентшин — 1357
- Бялы-Бур — 1382
- Клайпеда — 1475 (повторная рецепция, первая в 1254 году, затем принималось любекское право)

### В Польше (Мазовецкое княжество)
- Плоцк — 1237
- Варшава — около 1300 (по другим данным — 1334)
- Ружан — 1378
- Гостынин — 1382
- Цеханув — 1400
- Ломжа — 1418
- Тыкоцин — 1425
- Пшасныш — 1427
- Пясечно — 1429
- Млава — 1429
- Радзымин — 1475